# Farmacista

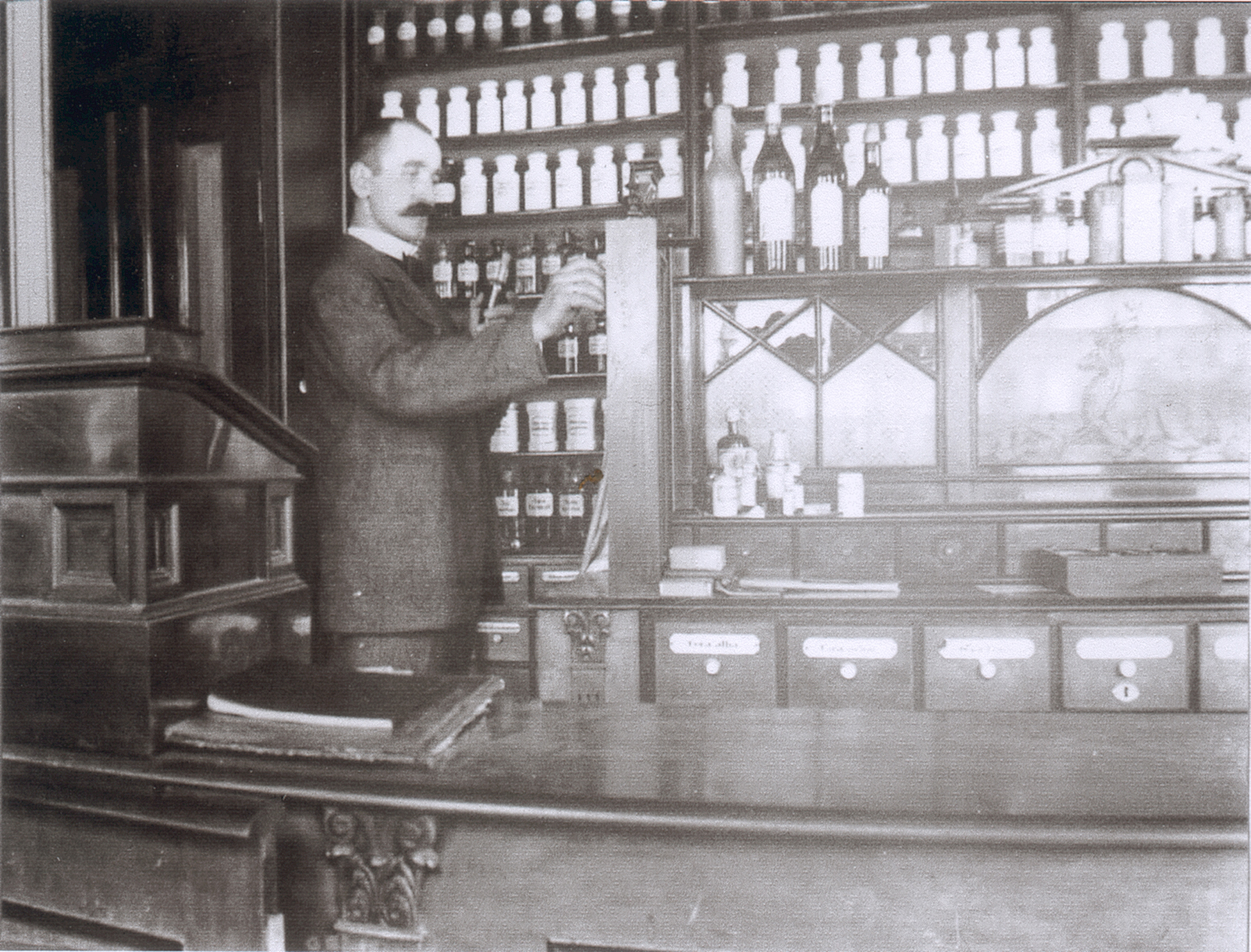
Farmacista di Bergen, Norvegia, seconda metà del XIX secolo

Il farmacista è il professionista sanitario specialista del farmaco e di tutti i prodotti per la salute e il benessere, che si occupa della preparazione, fabbricazione e del controllo dei medicinali, nonché della corretta dispensazione, della giusta posologia, aderenza alla terapia ed effetti collaterali dei farmaci (compresi presidi medico-chirurgici ed alimenti destinati a fini medici speciali). Esso ha specifiche competenze in farmacologia pura e applicata, chimica farmaceutica pura e applicata, tossicologia e analisi chimiche, fisiche, biologiche, microbiologiche e tecnologiche su tutti i prodotti per la salute in qualunque matrice, anche ambientale.
Disponendo di una specifica competenza scientifica, è autorizzato a consigliare in materia di farmaci ed a svolgere funzioni epidemiologiche, preventive e di educazione sanitaria presso la popolazione. Il farmacista esercita la professione in laboratori di ricerca, controllo e analisi, patologia clinica e biochimica clinica, farmacologia e tossicologia, igiene e salute pubblica, farmacia comunitaria, parafarmacia, farmacia ospedaliera, industria farmaceutica, cosmetica, nutraceutica, alimentare ed è protagonista in tutti i settori che prevedono la presenza del farmaco e dei prodotti per la salute (cosmetici, dietetici e nutrizionali, erboristici, diagnostici e chimico-clinici, presidi medico-chirurgici, articoli sanitari, ecc.).

## Storia

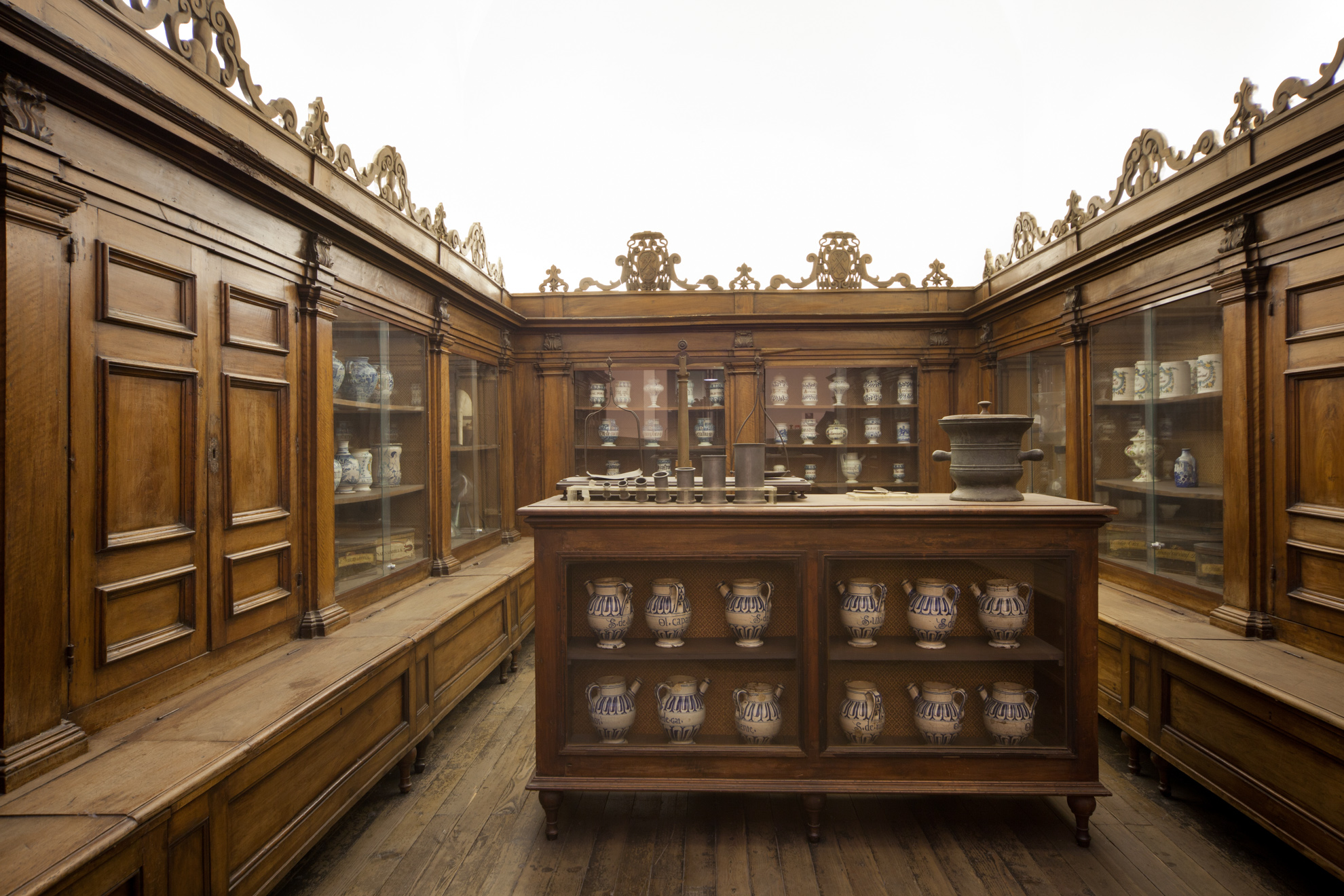
Farmacia conventuale al Museo della scienza e della tecnologia Leonardo da Vinci di Milano.

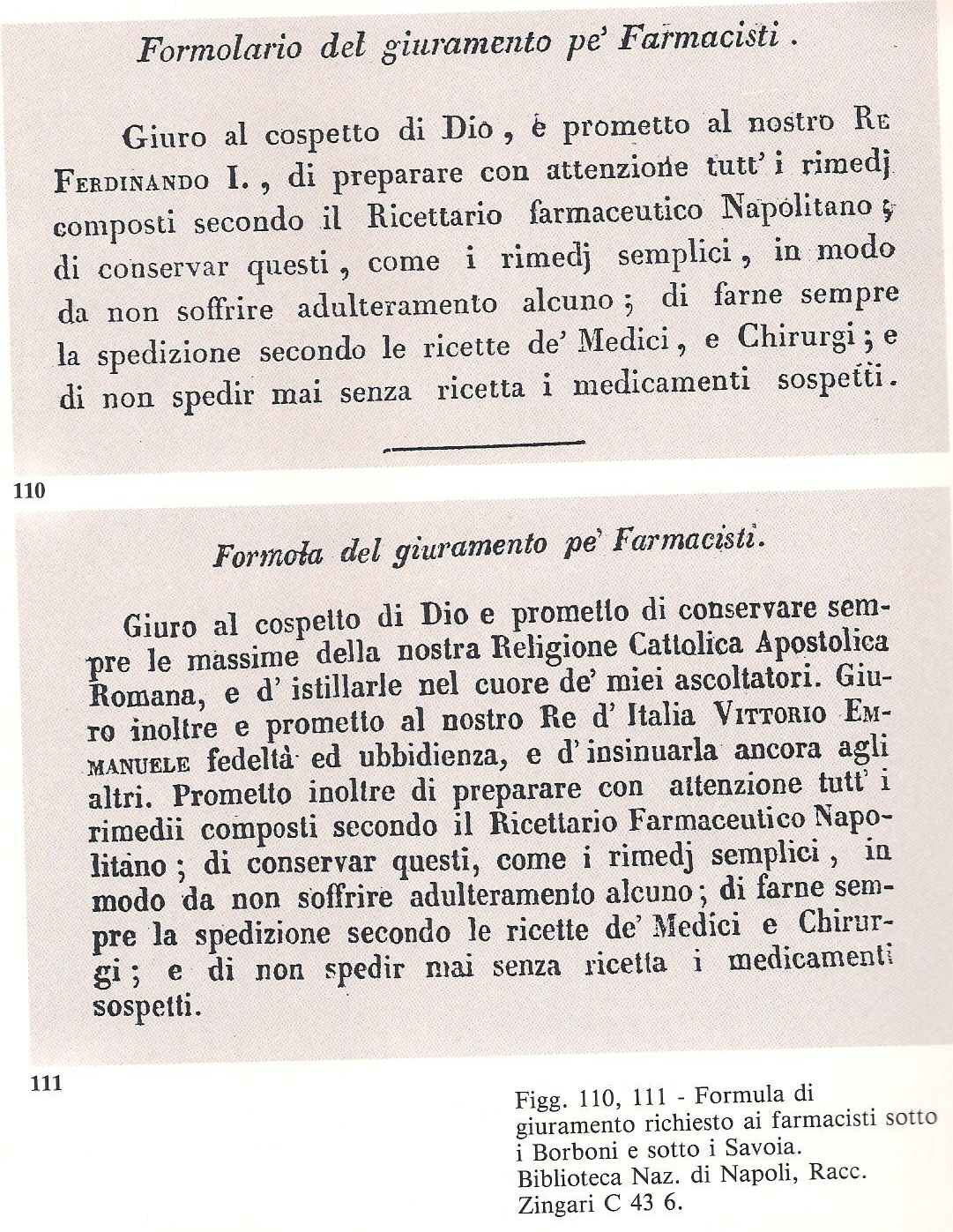
Giuramento per farmacisti in epoca borbonica e sabauda

### Età antica
Nell'antica Grecia i rhizotómoi (ῥιζοτόμοι) ricercavano e curavano con erbe e radici, così come nell'antica Roma dove nascevano le prime vere e proprie farmacie (Tabernae medicinae) nelle quali la figura del Pharmacotriba non esercitava più la medicina ma vendeva rimedi medicamentosi e realizzava medicamenti composti prescritti da medici. Un noto medico, botanico e farmacista greco fu Dioscoride, vissuto nel I secolo dopo Cristo a Roma al tempo dell'imperatore Nerone.

### Medioevo
I monasteri medievali, ampliandosi e diffondendosi, organizzarono i loro ospitia con la necessità di creare artigianali "officine farmaceutiche", che vennero dotate di splendidi orti botanici. Attigui alla spezieria sorgevano infatti i cosiddetti giardini dei semplici, dove i monaci potevano coltivare ogni sorta di pianta medicinale e sperimentarne poi l'azione terapeutica servendosene immediatamente. Pionieri di queste pratiche furono i monaci itineranti irlandesi e anglosassoni che fondarono monasteri con "orti dei semplici" anche sul continente, come dimostra la pianta del monastero di San Gallo in Svizzera.
Nel mondo arabo esistevano trattati per farmacia già prima del VII secolo e gli Arabi erano noti per i loro studi nel settore medico e farmacologico (basti ricordare il nome di Avicenna) e "ciò permise l’apertura a Bagdad tra il 699 e il 765 d.C. delle prime farmacie intese in senso moderno e la compilazione, per la preparazione dei farmaci di vari “antidotari” e “dispensari” che svolsero il ruolo delle future farmacopee".
In Italia la figura del farmacista (lo speziale o rizotomo), fino al XII secolo considerata un tutt'uno nella professione del medico, iniziò ad affermarsi dal XIII secolo come professionista autonomo grazie soprattutto alla volontà dell'imperatore Federico II di Svevia. Quest'ultimo, imperatore e sovrano colto ed illuminato del Regno di Sicilia, fondatore dell'Università di Napoli che ancora oggi porta il suo nome, promosse fortemente la cultura araba e stimolò gli studiosi ad occuparsi di matematica, scienze naturali ed alchimia.

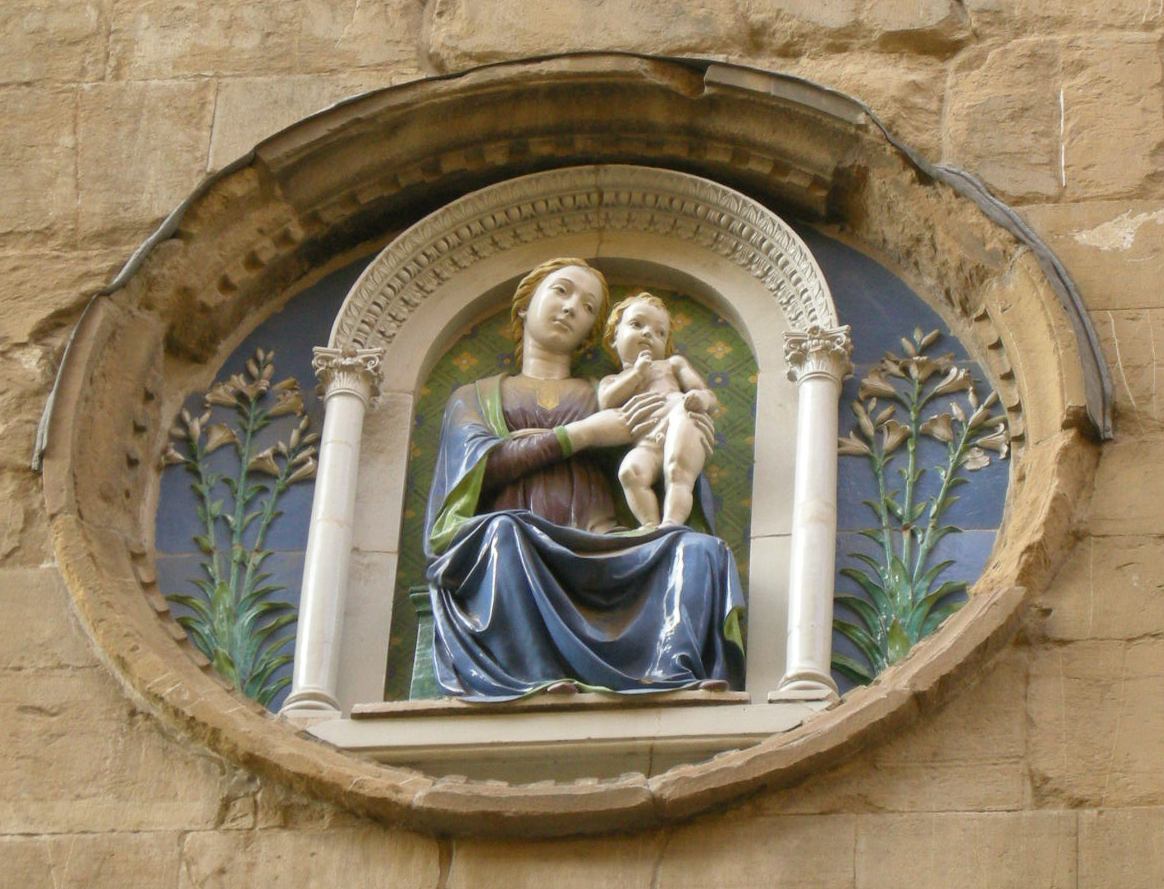
Stemma dell'Arte dei Medici e degli Speziali, corporazione fiorentina a cui appartenne anche Dante Alighieri

Fu Federico II che separò e regolamentò l'esercizio della professione medica e quella dello speziale, definendone i rapporti e vietando loro ogni forma di associazione (Scuola Medica Salernitana). Il paragrafo 46 delle Costituzioni Melfitane prescrive: "Il medico non potrà esercitare la farmacia ne far società con un preparatore". Questi "confectionari" dovranno prestar giuramento ed eseguire gli ordini dei medici senza frode e le loro "staciones" dovranno occupare il territorio secondo un disegno precostituito (pianta organica). Ben presto anche in altre zone d'Italia, come in Toscana (a Firenze e Siena), in Veneto (a Padova e Venezia), nonché a Roma, Genova, etc., furono fissati i principi fondamentali che regolamentavano la professione ("statuti delle Arti degli Speziali"). A Venezia nel 1258 venne promulgato il Capitolare dei Medici e degli Speziali in cui vennero stabilite norme precise per gli speziali, quali la preparazione di medicine secondo l'arte e le norme dell'Antidotario, il divieto di prescrivere medicine e la sorveglianza dei Consoli della Giustizia su questa attività. Nel 1400 la "Corporazione degli Speziali" era già considerata una fra le più importanti nella società dell'epoca ed era compresa tra le sette Arti Maggiori. Nel 1498 uscì il primo Ricettario Fiorentino imposto dallo Stato, anche se redatto dai Collegi Professionali, e nel Ducato di Milano, sotto il dominio spagnolo, uscì la prima Farmacopea nel 1668. A Padova nel 1545 venne fondato il primo orto botanico universitario.
In Svizzera Paracelso nello stesso periodo cominciò ad estrarre dalle droghe i loro principi attivi e introdusse in terapia l’uso di sostanze minerali di sintesi (tartaro emetico). Con Paracelso terminò il periodo dell'alchimia: il suo scopo non era più la ricerca alchemica dell'oro, ma la preparazione razionale delle medicine. Nacque così la cosiddetta iatrochimica, cioè la chimica applicata alla medicina per ottenere nuovi medicamenti di sintesi.
Dalle teorie di Paracelso venne influenzata la chimica dei due secoli successivi, tutta incentrata sulla teoria del "flogisto" (ovvero quella parte della materia che si riteneva, tra l'altro, fosse responsabile dalla combustione delle sostanze). L'aria, allora considerata come una indefinita sostanza inerte, aveva per i chimici del tempo l'unica funzione di assorbire il flogisto durante la combustione. I numerosi esperimenti sui gas e sui passaggi di stato della materia, condotti perlopiù da insigni figure di farmacisti (ad esempio Scheele, Lemery, Rouelle), contribuirono a smontare la teoria del flogisto e ad aprire la strada alla chimica moderna.

### Età moderna
Nell'età moderna Malpighi e Redi provvidero ad introdurre anche nella medicina il metodo scientifico, schiudendo la strada alla farmacologia come scienza autonoma (soprattutto per merito di Rudolf Buchheim, Oswald Schmiedeberg, Claude Bernard e Rudolf Heidenhain).

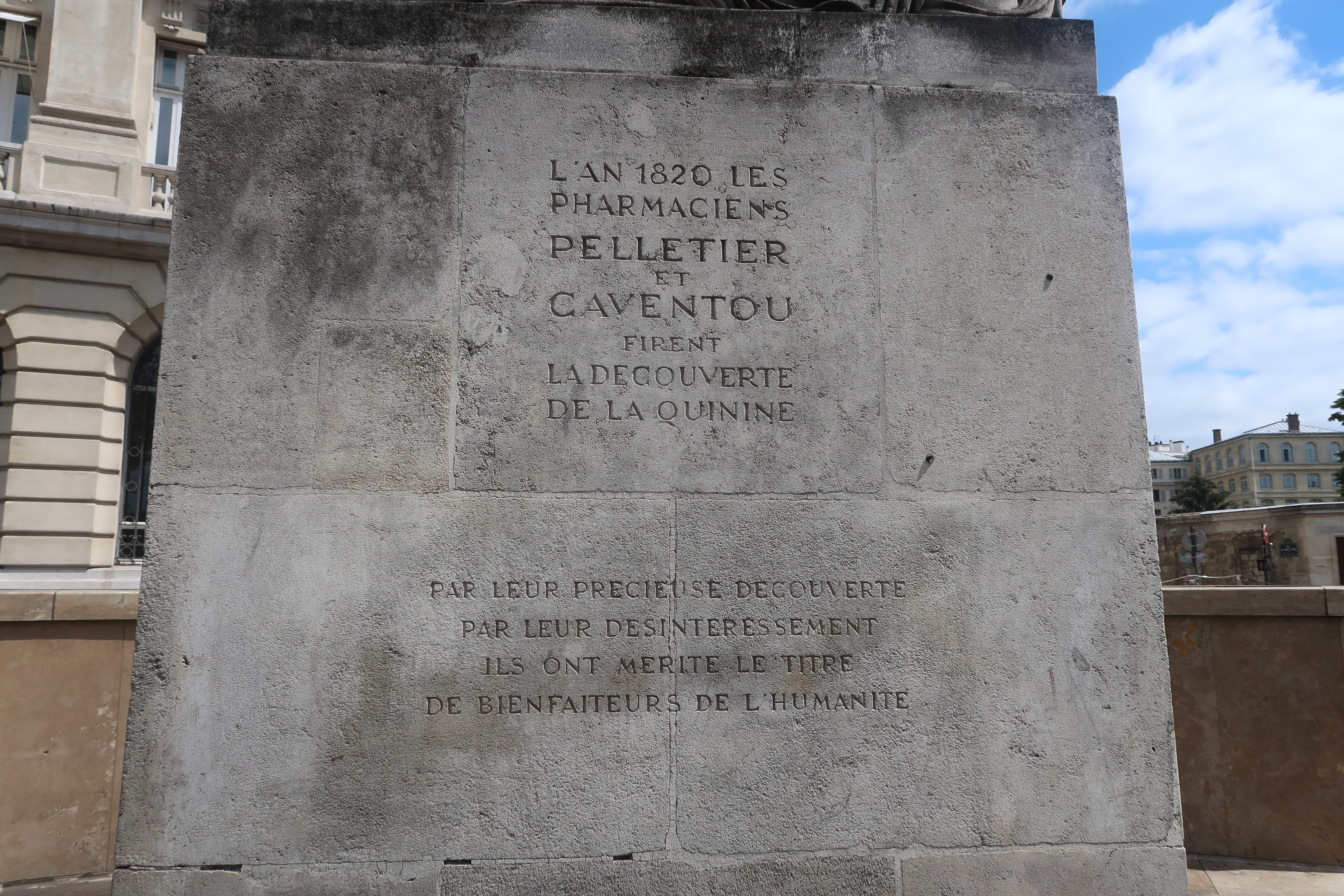
Monumento parigino in cui è ricordata la scoperta del chinino da parte dei farmacisti francesi Pelletier e Caventou

Solo a partire dalla seconda metà del Settecento la chimica cominciò a diventare il principale strumento della terapia farmacologica. Nacquero in quell'epoca i primi trattati di farmacia e le prime farmacopee, inizialmente tutte in latino. L'antica nomenclatura alchemica iniziò così ad essere sostituita da quella chimica. Nella farmacopea Sarda del 1853, tuttavia, accanto ad alcaloidi all'epoca recentemente scoperti come atropina, morfina, codeina, etc., erano ancora annoverati medicamenti obsoleti come la "carne di vipera", considerata per secoli una panacea. Nel ducato di Parma e Piacenza, con la centralizzazione del potere negli Stati moderni nel settecento, venne istituito il Regio-Ducale Protomedicato con un decreto di Filippo di Borbone. In questo periodo iniziò a tramontare l'antico nome di speziale ed iniziò ad imporsi quello di farmacista (cioè colui che esercitava l'arte della farmacopea, ovvero della preparazione dei farmaci secondo dettami esclusivamente scientifici).

### Età contemporanea
Nella Francia napoleonica nacque la prima scuola di Farmacia (École de Pharmacie, 1803), presso la quale si formarono anche molti dei maggiori chimici del tempo: fu infatti dal fermento della farmacia a cavallo tra settecento ed ottocento che la chimica cominciò gradualmente a differenziarsi come scienza a sé stante. L'interesse nascente verso la chimica, con particolare riferimento alla ricerca di modelli sempre più complessi in grado di descrivere la composizione della materia, tuttavia spinse i farmacisti dell'epoca, ormai soppiantati dai chimici puri in questa branca della scienza, ad indirizzarsi verso campi in cui potessero ancora esercitare le proprie competenze autorevolmente. Essi quindi ripresero ad occuparsi di un aspetto tradizionale della loro professione: la ricerca di principi attivi da fonti naturali, servendosi finalmente dei nuovi strumenti che la chimica del tempo metteva a disposizione. È in questo modo che i farmacisti dell'Ottocento diedero un contributo fondamentale allo sviluppo della chimica organica, della chimica farmaceutica e della farmacologia: grazie all'estrazione, all'isolamento, all'identificazione chimica e terapeutica di un arsenale di sostanze sempre più ampio e potente (alogeni, alcaloidi, glicosidi).
Allo stesso tempo, specialmente in Germania, i progressi della chimica pratica misero a disposizione dei farmacisti la possibilità di produrre direttamente i farmaci ricorrendo a metodi sintetici sempre più perfezionati. Nacque così la moderna industria chimica e farmaceutica. Negli anni dello sviluppo dell'industria chimica infatti molti farmacisti (come Francesco Angelini, Archimede Menarini, Carlo Erba, Franco Dompè e Giacomo Chiesi) fondarono, partendo dai laboratori delle loro farmacie, le prime industrie farmaceutiche, molte delle quali ancora oggi in attività.

## Nel mondo

### Italia

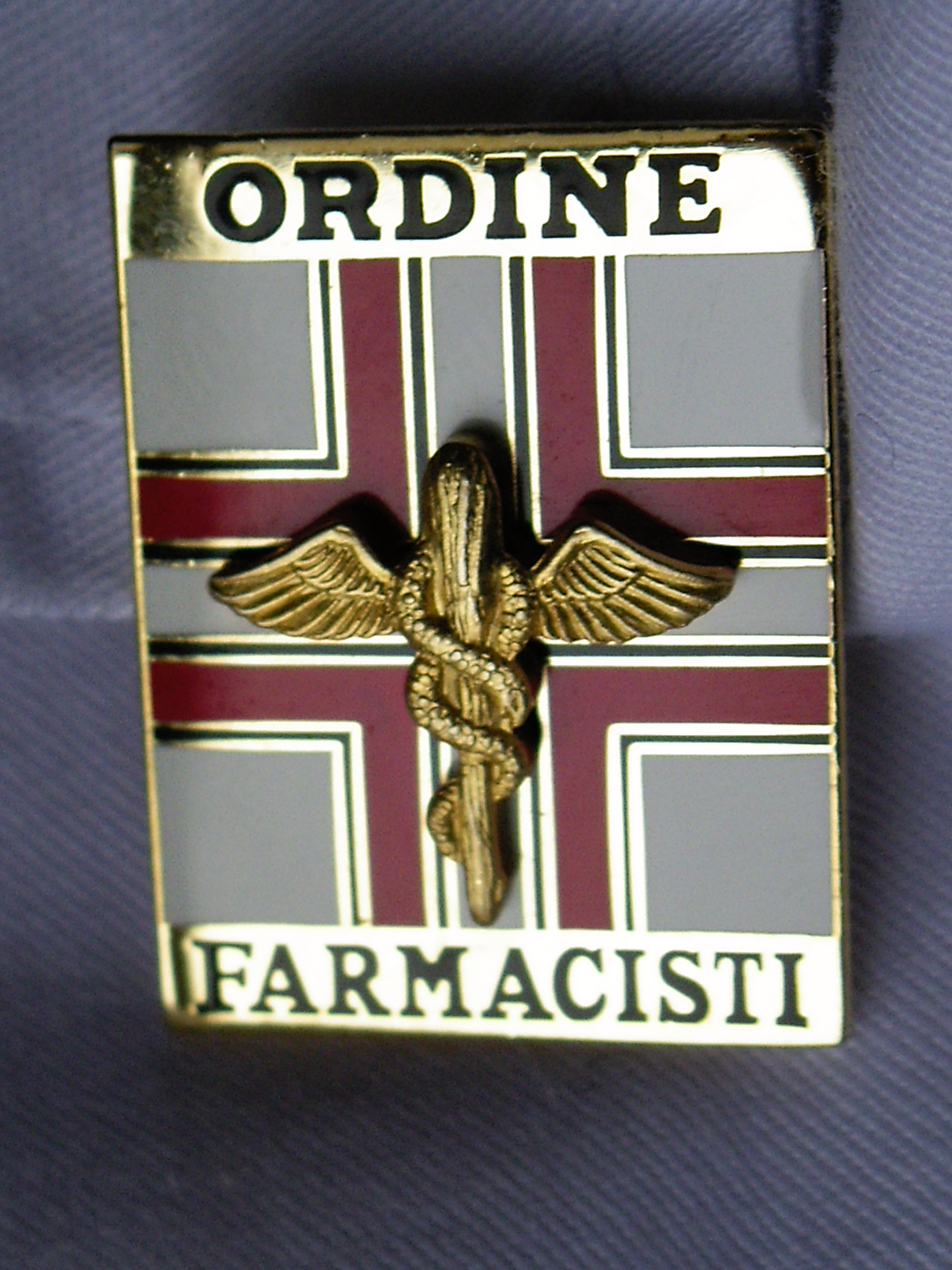
Spilla dell'ordine dei farmacisti con il "caduceo"

In Italia per poter diventare farmacista occorre frequentare il corso di laurea in farmacia o in Chimica e Tecnologia Farmaceutiche (CTF). Sono entrambe delle lauree magistrali a ciclo unico della durata di 5 anni e prevedono la frequenza obbligatoria per alcune discipline, l'accesso è a numero programmato. Gli insegnamenti comprendono sia materie di carattere chimico che insegnamenti di tipo biomedico; sono altresì compresi esami teorico-pratici (come le analisi dei medicinali e le tecnologie farmaceutiche, tra cui il laboratorio galenico e dei prodotti fitoterapici, che prevedono esercitazioni di laboratorio ed il successivo superamento di una prova pratica per poter accedere all'orale) nonché un periodo semestrale di tirocinio (da svolgere presso una farmacia pubblica, privata od ospedaliera, o presso un'azienda farmaceutica).
Fino all'anno accademico 2022/2023, dopo il conseguimento della laurea, per poter esercitare, occorreva conseguire l'abilitazione professionale tramite il superamento dell'esame di stato (in base al principio stabilito per tutte le professioni riconosciute dall'art. 33, quinto comma, della Costituzione), che consentiva di iscriversi al relativo ordine. A partire dall'anno accademico successivo il conseguimento della laurea è diventato abilitante per esercitare la professione di farmacista. I laureati in CTF ed in Farmacia, hanno anche diritto di accedere all'esame di stato per esercitare la professione di chimico.
Il Farmacista può perfezionarsi in svariati settori del mondo farmaceutico, tra cui la farmacia clinica, farmacologia, patologia, biochimica, scienze degli alimenti, farmacognosia, tossicologia, microbiologia, genetica, fitoterapia, cosmesi e galenica.

## Farmacisti famosi, loro opere e scoperte principali

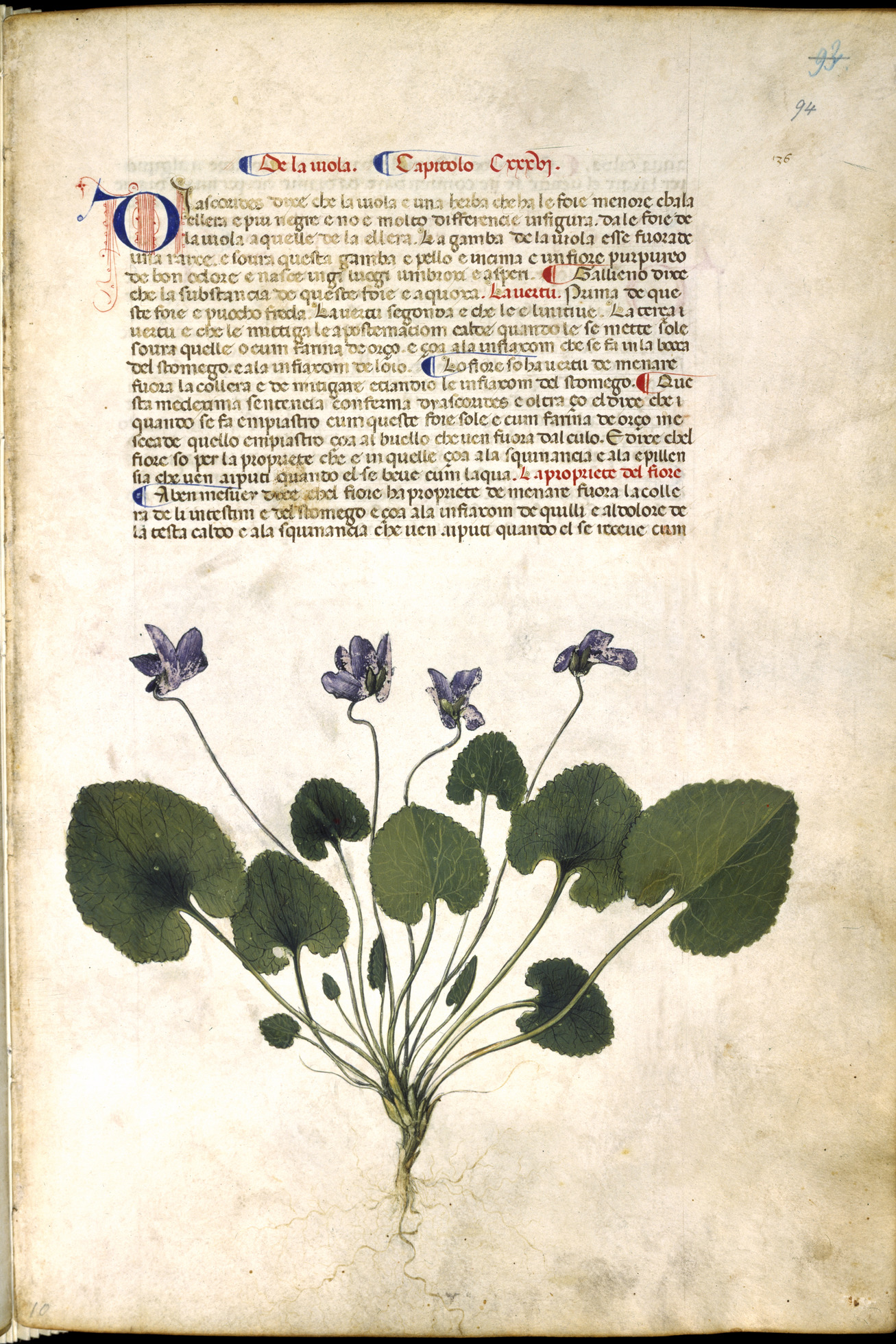
Una tavola dell'Erbario Carrara (XV secolo), una traduzione padovana del "De simplici medicina" di Serapione il Giovane

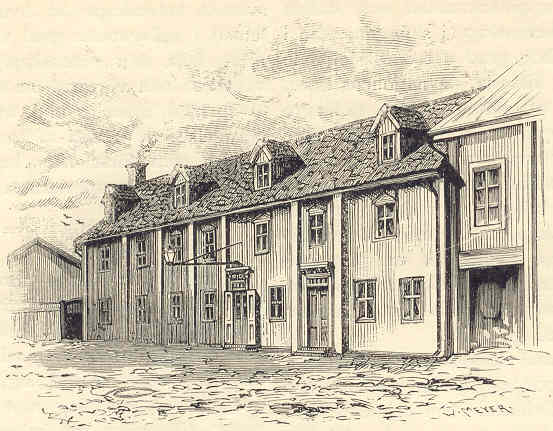
La casa di Scheele e la sua farmacia a Köping

- Teofrasto: Nel Libro IX della "Historia plantarum" descrisse le proprietà mediche e magiche delle piante (300 a. C.)
- Dioscoride Pedanio: In "De materia medica" descrisse tutti i medicinali allora conosciuti (I secolo d. C.)
- Ibn al-Baytar: Scrisse il "Compendio dei medicamenti semplici e degli alimenti", un'enciclopedia farmaceutica che ampliò ulteriormente le conoscenze ereditate da Dioscoride ed Avicenna (XIII secolo)
- Johann Rudolph Glauber: Fu il primo a preparare numerosi acidi e sali (Sale di Glauber, permanganato) e inventò apparecchiature per effettuare estrazioni e purificazioni (XVII secolo)
- Nicolas Lémery: Nel 1675 pubblicò il "Cours de chymie", primo testo di chimica a teorizzare una concezione meccanicistica della materia
- Guillaume-François Rouelle: Precursore di Lavoisier, contribuì a superare la teoria del flogisto con degli studi sulla chimica pneumatica (XVIII secolo)
- Johan Gottschalk Wallerius: Pioniere della chimica agraria e della mineralogia (XVIII secolo)
- Étienne-François Geoffroy: Realizzò la tavola di affinità chimica (1718)
- Andreas Sigismund Marggraf: Scoprì il saccarosio dalla barbabietola (1747)
- Louis Claude Cadet de Gassicourt: Scoprì l'ossido di cacodile, primo composto organometallico conosciuto (1757)
- Pierre-Joseph Macquer: Pubblicò il "Dictionnaire de chymie" (1766), contribuì alla affermazione del concetto di affinità su basi chimico-fisiche
- Antoine Parmentier: Stabilì la commestibilità della patata (1771) e compì importanti studi sugli zuccheri di origine vegetale
- Carl Scheele: Scoprì ed isolò l'ossigeno (1771) ed il cloro (1774), scoprì inoltre il manganese, il tungsteno, il molibdeno, l'azoto e numerosi acidi organici (acido citrico, acido ossalico, acido malico, acido gallico, acido lattico, acido urico). Suo è anche l'isolamento della glicerina
- Louis Nicolas Vauquelin: Scoprì il cromo ed il berillio (1797). Apportò numerosi e fondamentali contribuiti alla chimica organica ed analitica
- Martin Heinrich Klaproth: Pioniere dell'analisi chimica quantitativa, scoprì l'uranio (1789), lo zirconio (1789) ed il cerio (1803)
- Carlo Lauberg: Introdusse in Italia le innovazioni di Lavoisier, fu presidente della Repubblica Partenopea (1799)
- Luke Howard: Pioniere della meteorologia, ideatore della classificazione delle nubi (1803)
- Friedrich Sertürner: Fu il primo ad isolare la morfina (1805) dall'oppio, dando così inizio alla chimica degli alcaloidi
- Joseph Proust: Enunciò la fondamentale "legge delle proporzioni definite" (1808). Nel 1819 scoprì la leucina
- Humphry Davy: Stabilì le prime teorie e i primi metodi elettrochimici: con questi scoprì ed isolò il sodio, il potassio, il magnesio, lo stronzio ed il calcio (1808). Isolò il cloro allo stato gassoso (1810) e compì importanti studi sulla natura dei gas. Inventò la lampada ad arco (1802) e la lampada di sicurezza (1815)
- Bernard Courtois: Scoprì lo iodio (1812)
- Henri Braconnot: Compì l'idrolisi acida della cellulosa ottenendone glucosio. Fu pioniere nella determinazione della struttura dei grassi. Scoprì la chitina (1811) e la glicina
- Louis Jacques Thénard: Scoprì l'acqua ossigenata (1818) e isolò la fosfina (1845). Con Gay-Lussac isolò il boro
- Hans Christian Ørsted: Scopritore dell'elettromagnetismo (1820)
- Pierre Joseph Pelletier: Unitamente a Joseph Caventou isolò ed identificò numerosi alcaloidi: l'emetina dall'ipecacuana, la stricnina, la tebaina, la brucina, la veratrina, la cinconina e la chinina dalla corteccia di china (1820)
- Joseph Caventou: Stretto collaboratore di Pelletier, con cui nel 1820 condivise la cruciale scoperta della chinina, dando origine alla terapia antimalarica
- Antoine Jérôme Balard: Scoprì il bromo (1826)
- Johann Andreas Buchner: Scoprì la berberina (1835) e isolò la salicina in forma di cristalli (1828)
- Jean Baptiste Dumas: Insigne autore di metodologie analitiche per la determinazione dei pesi atomici e molecolari (1827-1858) e per la determinazione dell'azoto organico. Fu il primo a teorizzare con concetti moderni la struttura delle molecole organiche
- Johann Wolfgang Döbereiner: Con la "legge delle triadi" fu il primo a proporre una classificazione periodica degli elementi chimici (1829). Scoprì il ruolo del platino come catalizzatore, isolò il furfurolo
- Philipp Lorenz Geiger: Scoprì la coniina (1831). Con L. Hesse isolò l'aconitina, l'atropina e la colchicina.
- Pierre Jean Robiquet: Scopritore della caffeina (1821), della glicirrizina e dell'alizarina. Isolò la codeina e la noscapina dall'oppio (1832)
- Carl Gustav Mosander: Scoprì il lantanio, l'erbio e il terbio (1839)
- Heinrich Wilhelm Ferdinand Wackenroder: Isolò il carotene (1831), preparò gli acidi politionici (1846)

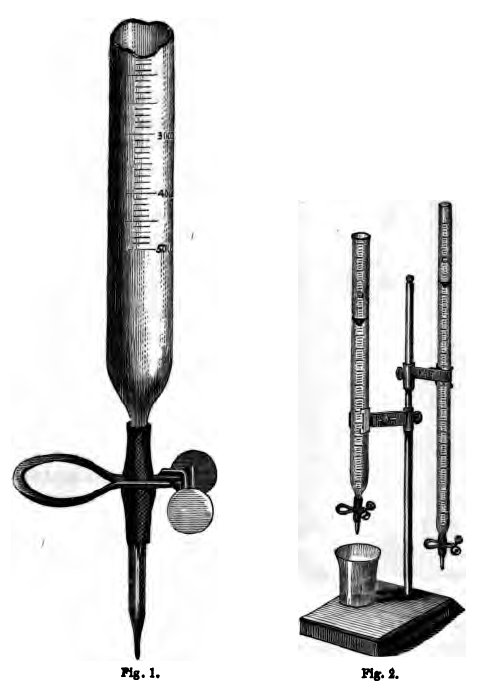
Burette di Mohr

- Karl Friedrich Mohr: Inventore della bilancia per la determinazione dei pesi specifici e di altri strumenti analitici (come la moderna buretta), autore di metodologie analitiche quantitative (come il metodo di Mohr in argentometria). Nel 1837 enuncia i primi rapporti tra le diverse forme di energia
- Justus von Liebig: Celeberrimo professore all'Università di Giessen, fu un prolifico scopritore e studioso di sostanze organiche. A lui si deve l'introduzione della concimazione del terreno con sostanze chimiche di sintesi (1840). Col suo allievo Friedrich Wöhler fu il primo a sostenere l'esistenza dei radicali organici
- Friedlieb Ferdinand Runge: Isolò l'anilina, il fenolo e la chinolina dal catrame. Su sollecitazione di Goethe compì importanti studi sugli effetti dell'atropina e della caffeina. Fu il primo ad osservare gli anelli di Liesegang (1855) e fu l'inventore della cromatografia su carta
- Giovanni Battista Schiapparelli: Pioniere dell'industria farmaceutica in Italia nell'800
- Carlo Erba: Pioniere dell'industria farmaceutica in Italia e fondatore dell'omonima azienda (1853)
- Claude Bernard: Padre della moderna fisiologia, della medicina sperimentale e del concetto di omeostasi. Introdusse il metodo scientifico in medicina accantonando le teorie vitalistiche. Si servì estesamente di composti chimici per dimostrare il funzionamento di vari tessuti dell'organismo
- Friedrich Gaedcke: Nel 1854 estrasse dalle foglie di coca un alcaloide che chiamò "eritrossilina" e che successivamente si dimostrò essere la cocaina
- Albert Niemann: Nel 1860 isolò e purificò per primo la cocaina dalle foglie di coca
- Angelo Mariani: Inventore del "Vin Mariani", un celebre tonico a base di foglie di coca (1863)
- Francesco Selmi: Insigne figura di scienziato e letterato, fu il fondatore della chimica dei colloidi e lo scopritore degli alcaloidi della putrefazione (ptomaine), cosa che rivoluzionò la tossicologia forense. Con Ascanio Sobrero inventò la nitroglicerina (1847) ed il tetracloruro di piombo (1850)
- Paolo Tassinari: Allievo di Raffaele Piria, introdusse importanti innovazioni nell'insegnamento della chimica in Italia
- Icilio Guareschi: Professore dell'Università di Torino, accademico di straordinario spessore, diede fondamentali contributi nella chimica sintetica e delle sostanze naturali in Italia.
- Theodor Hahn: Pioniere del vegetarianismo
- Emil Erlenmeyer: Inventore della beuta. Scopritore dei legami multipli in chimica organica e della tautomeria cheto-enolica, definì la struttura di molte molecole. Nel 1860 introdusse, assieme a Kekulè, il fondamentale concetto di aromaticità
- Theodor Wilhelm Engelmann: Stabilì le fasi della contrazione delle fibre cardiache e della conduzione dei nervi cardiaci (1863)
- Johann Georg Noel Dragendorff: Scopritore del Reagente di Dragendorff per l'analisi degli alcaloidi
- Stanislas Limousin: Inventore delle fiale per preparazioni iniettabili, dei cachet e della bombola di ossigeno
- Joseph Wilson Swan: Inventore della lampada a incandescenza a filamento di carbonio (1878)
- Eli Lilly: Fondatore dell'omonima multinazionale statunitense (1876)

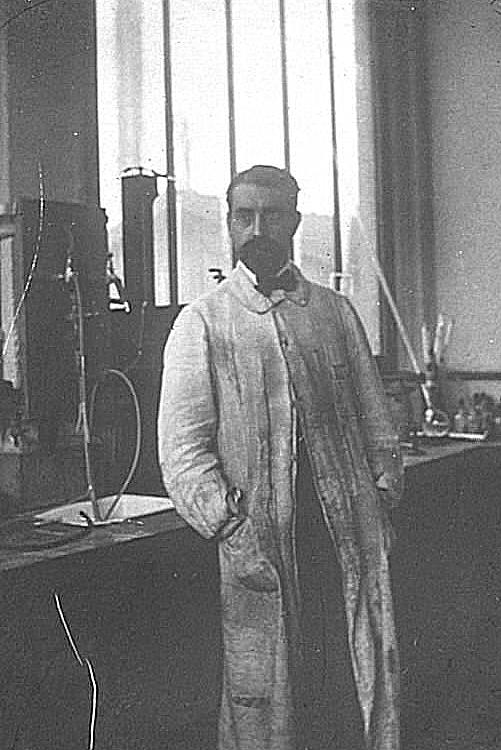
Ernest Fourneau nei laboratori Poulenc (1909)

- Nagai Nagayoshi: Scopritore dell'efedrina (1885) e pioniere delle scienze farmaceutiche in Giappone
- John Pemberton: Inventore della Coca-Cola (1886)
- Caleb Bradham: Inventore della Pepsi-Cola (1897)
- Fritz Hoffmann-La Roche: Fondatore del gruppo farmaceutico Svizzero "Roche" (1896)
- Felix Hoffmann: Nel 1897 sintetizzò l'eroina e l'acido acetilsalicilico per conto della Bayer (Aspirina)
- John Uri Lloyd: Con la sua descrizione storica, botanica, chimica e farmacologica delle piante medicinali fu, nei primi anni del '900, uno dei fondatori della moderna farmacognosia
- Henri Moissan: Premio Nobel per la chimica nel 1906. Riuscì ad isolare il fluoro ed inventò il forno elettrico ad arco
- Carl Mannich: Scopritore della reazione che porta il suo nome (1912), grazie a lui fu possibile sintetizzare numerosi farmaci prima impossibili da ottenere (come la (S)-ketamina). Scoprì, tra le altre cose, il metodo per la determinazione quantitativa della morfina nell'oppio (1935)
- Guido Bargellini: Autore di numerosi studi sulle sostanze organiche naturali e di longevi testi didattici, figura di spicco nell'insegnamento della chimica organica in Italia. Scoprì la "reazione di Bargellini" (1914)
- Ernest Fourneau: Direttore chimico dell'Istituto Pasteur di Parigi, compì fondamentali ricerche che portarono all'isolamento dei sulfamidici (con Daniel Bovet e altri nel 1935) e importanti studi su numerose altre classi di farmaci
- Leo Sternbach: Scopritore delle benzodiazepine (1956)
- Theodor Fontane
- O. Henry
- Erich Mühsam
- Carlos Drummond de Andrade
- Tu Youyou: Premio Nobel per la medicina nel 2015 grazie al suo isolamento dell'artemisinina, un potente ed economico antimalarico di origine vegetale